# Músculo esternocleidomastoideo
El músculo esternocleidomastoideo (en ocasiones abreviado como ECM) es un músculo robusto situado a los lados del cuello, por debajo del músculo platisma y dentro de una vaina formada por la capa de revestimiento de la fascia cervical profunda. Se extiende desde el manubrio esternal y el tercio medial de la clavícula hasta la apófisis mastoides y la línea nucal superior del hueso occipital y divide ambos lados del cuello en regiones cervical anterior y lateral. Su función consiste en permitir rotar la cabeza hacia el lado opuesto y, si actúa junto con el músculo contralateral, también en flexionarla.

## Etimología
El nombre de este músculo tiene la peculiaridad de ser una de las palabras más largas del idioma castellano. Proviene del latín científico sternocleidomastoideus, y este del griego στέρνον stérnon (esternón), κλείς, κλειδός kleís, kleidós (clavícula), μαστοειδής mastoeidḗs (mastoides) y el sufijo de origen latino -eus '(-eo, que indica relación o pertenencia).

## Inserciones
El músculo esternocleidomastoideo presenta en su origen torácico dos porciones claramente definidas: una porción medial, inserta en el esternón, y otra lateral, inserta en la clavícula; la cabeza esternal y la cabeza clavicular.

### Cabeza esternal
La cabeza esternal arranca de la cara anterior del manubrio por medio de un tendón redondeado, que se entrecruza muchas veces, en su origen, con el del lado opuesto, y no tarda en desaparecer hacia arriba en medio de los fascículos carnosos a que da origen. Estos fascículos, continuando el trayecto del tendón, se dirigen oblicuamente hacia arriba y atrás, en sentido de la apófisis mastoides. A medida que se aleja del tórax, la cabeza esternal se ensancha paulatinamente hasta formar una masa muscular plana y delgada que cubre parcialmente las fibras claviculares situadas debajo de él. Finalmente se extiende sobre la cara lateral de la apófisis mastoides y termina, en parte, en la porción lateral de esta eminencia ósea y, en parte, en la porción lateral de la línea curva superior del occipital.

### Cabeza clavicular
La cabeza clavicular, ancha y delgada desde su origen, se inserta en el tercio interno de la clavícula por una serie de lengüetas tendinosas, en su mayoría muy cortas. Los fascículos carnosos que las continúan se dirigen verticalmente hacia arriba; alcanzan pronto el borde posterior de la cabeza esternal, cuya dirección es oblicua, y en este punto se dividen en dos grupos; unos, que son la mayor parte, se colocan debajo de la cabeza esternal y van a fijarse en el vértice y el borde anterior de la,
apófisis mastoides. Los otros se flexionan hacia atrás, siguen la dirección de la cabeza esternal, con la cual se confunden, y alcanzando la línea nucal superior del hueso occipital, terminan en la parte lateral de esta línea curva.

## Síntomas de dolor
El músculo esternocleidomastoideo puede sentir dolor de diferentes maneras. Su cuello, hombros o parte superior de la espalda pueden ser especialmente sensibles al tacto o la presión. Puede experimentar dolor en los senos nasales, la frente o cerca de las cejas.

## Relaciones
El músculo esternocleidomastoideo está contenido en un desdoblamiento de la hoja superficial de la fascia cervical superficial. se le consideran, a causa de su forma, una cara lateral (antiguamente llamada externa), una cara medial (interna) y dos bordes, uno anterior y otro posterior.
- La cara lateral o superficial se corresponde con la piel en su parte superior y en su parte inferior, pudiendo la primera estar cubierta parcialmente por la glándula parótida.[7] En su porción media se halla separada de la misma por el músculo cutáneo del cuello. Entre el ECM y el cutáneo discurren la vena yugular externa (VYE) y las diversas ramas del plexo cervical, a saber: 1, el nervio cervical transverso, que cruza horizontalmente al músculo en su parte media; 2, el nervio auricular mayor —rama auricular— y el nervio occipital menor —rama mastoidea—, los que cruzan oblicuamente su parte superior; 3, los nervios supraclaviculares, cuyos ramos anteriores cubren la porción inferior del músculo.
- La cara medial o profunda cubre, hacia abajo, la articulación esterno clavicular y, más arriba, la porción inicial del esternotiroideo y del esternocleidohioideo, la porción media del digástrico, los escalenos, el esplenio y el elevador de la escápula. 
Cubre asimismo, la vaina carotídea —el paquete vasculonervioso del cuello— formado por: 1, la arteria carótida primitiva; 2, la vena yugular interna (VYI), que costea la parte lateral de la arteria; 3, el neumogástrico, el cual se aloja en el ángulo diedro que limitan por atrás la arteria y la vena. El tronco simpático cervical está situado más profundamente y un poco por fuera de la vaina carotídea. Las relaciones de la carótida primitiva con el ECM son muy importantes, y de aquí que los cirujanos antiguamente le hayan dado el nombre de músculo satélite de la carótida; sin embargo, son muy variables, ya que el músculo varía mucho tanto en su dirección como en sus dimensiones transversales. La arteria está situada al principio en lo profundo de la fosa supraclavicular menor —situada entre las inserciones clavicular y esternal del ECM—; después alcanza la cara posterior de la cabeza esternal. El músculo aparece oblicuo hacia arriba y atrás, mientras el vaso sigue una dirección vertical; por eso este último se aproxima cada vez más al borde anterior del ECM, pero acaba por separarse de él a uno o dos centímetros por debajo del borde superior del cartílago tiroides.
- El borde anterior del ECM es muy oblicuo de arriba y de atrás adelante. Se halla en relación, por arriba, con la glándula parótida. Más abajo se corresponde con el ángulo de la mandíbula, a la que se halla unido en la mayoría de los casos por tractos fibrosos y algunas veces por una verdadera tirilla, la tirilla maxilar del esternocleidomastoideo. Esta unión es un vestigio de la primitiva inserción del músculo en la mandíbula, que aún persiste en todos los équidos. Inferiormente a este vestigio, el borde anterior del ECM forma el límite lateral de las regiones suprahioidea e infrahioidea.
- El borde posterior, oblicua como el precedente, constituye con el borde anterior del trapecio los dos límites laterales de la región cervical lateral (antiguamente, triángulo posterior del cuello). A nivel de la porción media de este borde, se distribuyen las cinco ramas nerviosas del plexo cervical.

## Vascularización
Está asegurada por dos arterias principales y por arterias accesorias:
- Arterias principales: la arteria esternocleidomastoidea superior proviene generalmente de la occipital al menos en el 70 % de los casos, rara vez proviene de la auricular mayor. Este vaso acompañado de una vena cruza en X al hipogloso cuándo este describe su curva sobre la arteria carótida externa. penetra en el músculo en compañía de los nervios destinados al trapecio, formando así un pequeño pedículo vasculonervioso. La arteria esternocleidomastoidea media nace generalmente de la tiroidea superior, cerca de su origen; puede provenir excepcionalmente de la carótida externa y hasta de la tiroidea inferior. De 5 a 6 cm de longitud, acompañada de una vena voluminosa, la esternocleidomastoidea media y su vena cruzan la vaina carotídea a la altura del cartílago cricoides y llegan al músculo siguiendo un trayecto descendente.
- Arterias accesorias: cerca de sus inserciones superiores, el músculo recibe arteriolas que provienen de la auricular poesterior, y en las proximidades de sus inserciones inferiores la arteria escapular superior y más raramente la cervical transversa dan finos ramos que llegan al músculo por su parte posterior.

## Inervación
La raíz espinal del nervio accesorio (NC XI) provee la inervación motora del ECM, este se dirige hacia abajo y atrás para penetrar en la cara profunda del músculo aproximadamente entre 4 a 6 cm por debajo del vértice de la apófisis mastoides; atraviesa comúnmente el músculo para llegar a la región cervical lateral, pero a veces ofrece una rama que penetra por la cara medial de este. Al igual que los nervios cutáneos situados en esa región, es muy fácil su sección accidental cuando se realiza la disección del ECM.
Un poco antes de ingresar en el músculo, o en el espesor del mismo, el nervio accesorio espinal recibe fibras de las ramas dorsales de los nervios segundo cervical (C2) y tercer cervical (C3), los que llevan fibras aferentes destinadas al dolor y la propiocepción.

## Acción
Los ECM mueven las articulaciones craneovertebrales y/o las articulaciones intervertebrales cervicales. Las inserciones en los huesos temporales —línea nucal superior y apófisis mastoides— de estos músculos se sitúan posteriores al eje de las articulaciones atlanto occipitales (AO). Guardando la posición anatómica de la columna vertebral cervical, la contracción de ambos ECM —principalmente de las fibras más dorsales— produce extensión de la cabeza sobre las articulaciones AO y eleva el mentón. La contracción unilateral del ECM produce flexión lateral del cuello (inclinación homolateral del cuello) hacía dicho lado y rotación de la cabeza hacia el lado opuesto, de forma que el oído se aproxima al hombro ipsilateral —del mismo lado—, en tanto que el mentón gira y se eleva hacia el lado contralateral —opuesto—.
Cuando actúan de forma conjunta —de modo bilateral—, los ECM flexionan fuertemente la cabeza y el cuello. Esta acción la pueden realizar de dos formas:
- Con la cabeza inicialmente flexionada sobre las articulaciones AO por la acción de los músculos prevertebrales y/o los músculos suprahioideos e infrahioideos contra resistencia, los ECM —principalmente las fibras anteriores— flexionan toda la columna vertebral cervical, de modo que el mentón llega a tener contacto con el esternón. Sin embargo, habitualmente, en la posición anatómica —de pie— es la gravedad el agente desencadenante de este movimiento.
- Cuando actúan conjuntamente con (contra la resistencia proporcionada por ellos) los músculos extensores del cuello, la contracción bilateral puede flexionar la parte inferior del cuello al mismo tiempo que provoca extensión limitada de la articulación AO y por lo tanto de la parte superior del cuello, protuyendo la barbilla sin que se movilice la cabeza.

La contracción conjunta de los ECM, si la cabeza y el cuello se hallan en una posición fija, eleva las clavículas y el manubrio esternal y al mismo tiempo la parte anterior de las costillas. Debido a esto, los ECM actúan como músculos accesorios de la respiración, asistiendo al movimiento de bombeo de la pared torácica.

## Variaciones
El músculo esternocleidomastoideo puede presentar una inserción aponeurótica, situada generalmente en la proximidad de su extremidad inferior. Puede unirse en su borde posterior con el trapecio. La cabeza esternal puede ser doble en su inserción y en una extensión considerable de su trayecto. Lo es frecuentemente también la cabeza clavicular, cuyos dos fascículos se dirigen, uno a la apófisis mastoides y el otro a la línea nucal posterior. La coincidencia, en un mismo sujeto, de estas dos anomalías constituye un esternocleidomastoideo doble o de cuatro fascículos, un verdadero cuadrigémino de la cabeza, semejante disposición es normal en algunos animales, como en los hiénidos.
La inserción del fascículo clavicular del ECM en la apófisis transversal del axis, constituye el anormal músculo cleidoaxoideo.
El músculo supraclavicular surge del manubrio esternal, y a partir de allí —pasando por detrás del ECM— se dirige hacia la superficie de la cara superior de la clavícula, en donde toma inserción.

## Anatomía aplicada
El músculo esternocleidomastoideo recibe su irrigación de varios pedículos vasculares que entran por su cara profunda. El músculo puede ser rotado superior o inferiormente utilizando los pedículos superiores o inferiores respectivamente. Se utiliza como colgajo muscular, músculo cutáneo y ósteo muscular, con fines reconstructivos, para defectos y lesiones de la cara y del cuello.

## Imágenes adicionales

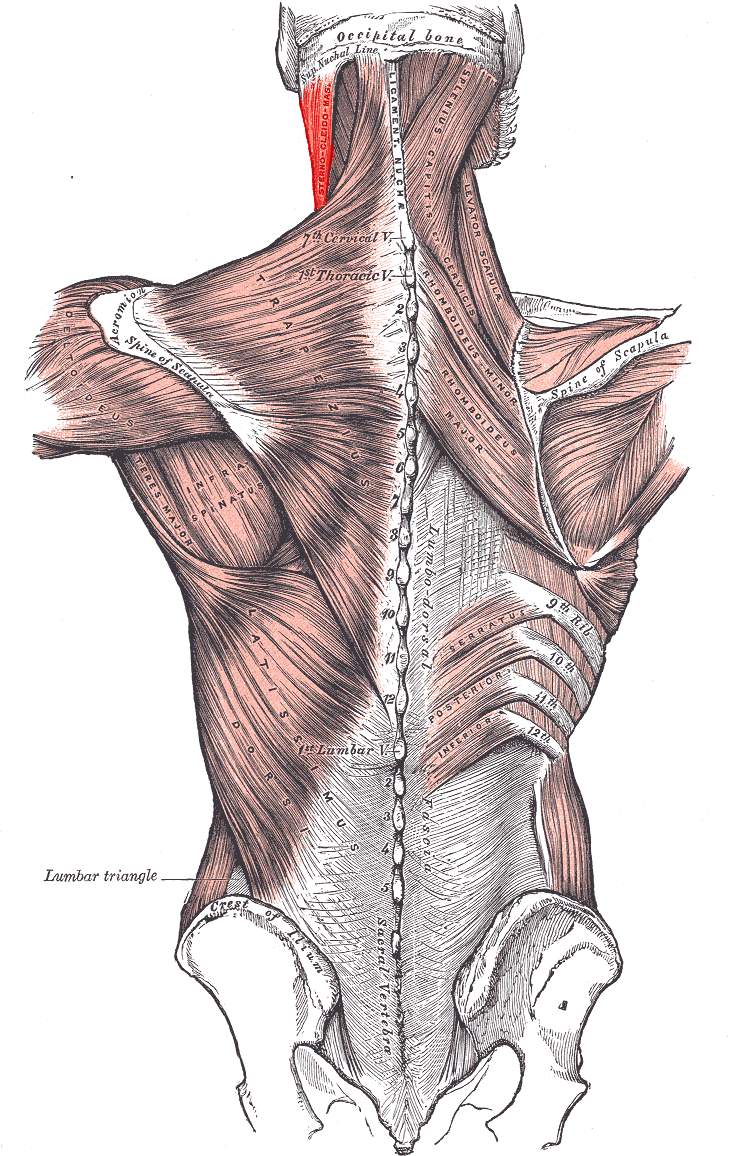
Relaciones del ECM en naranja, con los músculos de la cintura escapular y la nuca.

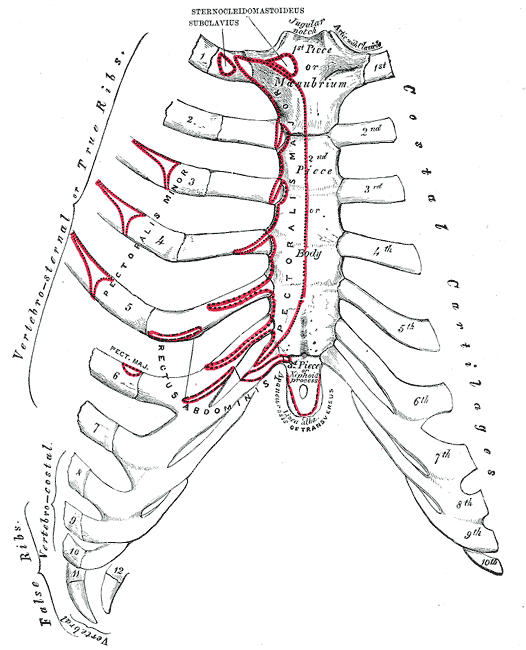
Inserciones en la superficie anterior del esternón y los cartílagos costales
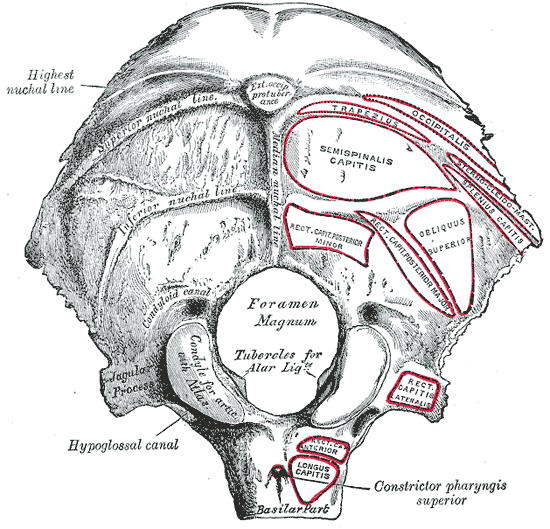
Hueso occipital, superficie inferior
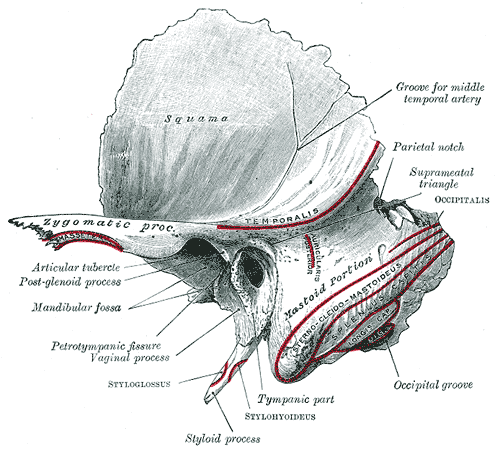
Hueso temporal, superficie lateral
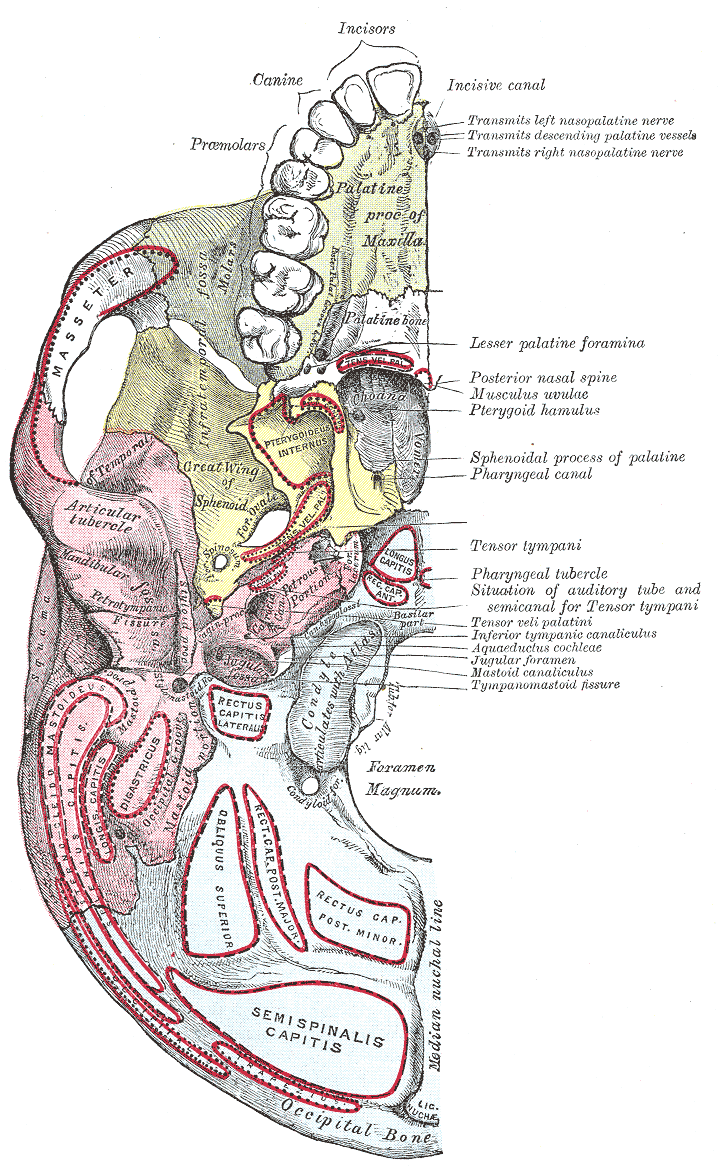
Base del cráneo, superficie inferior
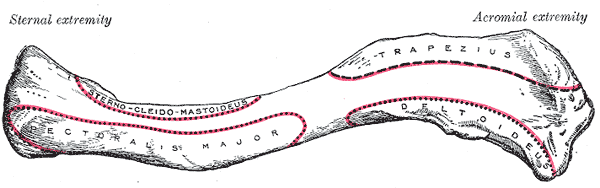
Clavícula izquierda, superficie superior
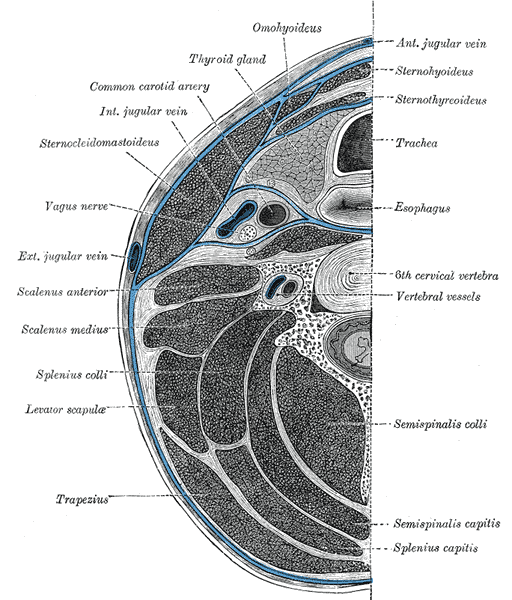
Corte transversal del cuello a la altura de la 6ª vértebra cervical
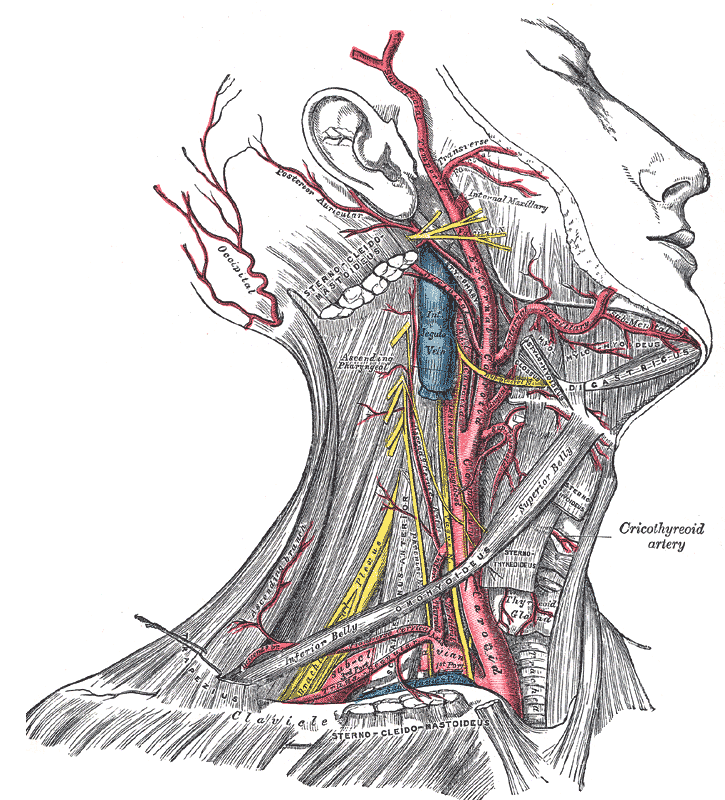
Disección superficial de la cara lateral derecha del cuello, mostrando la vena subclavia y la arteria carótida
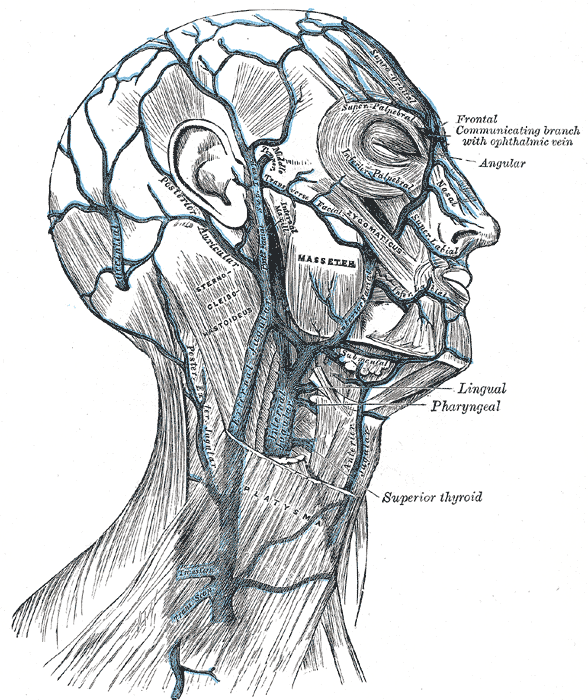
Venas de la cabeza y el cuello
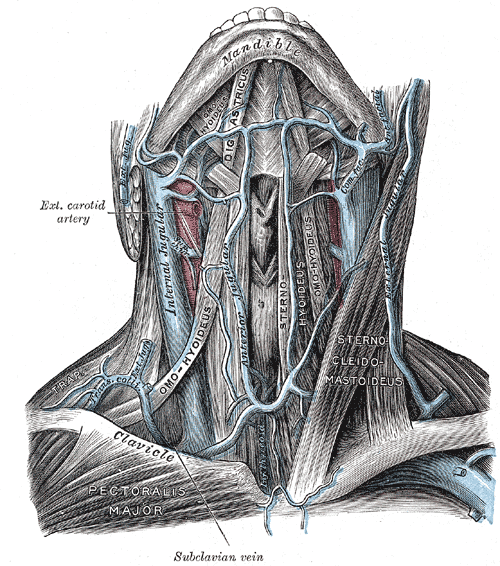
Venas del cuello, vista frontal del plano anterior
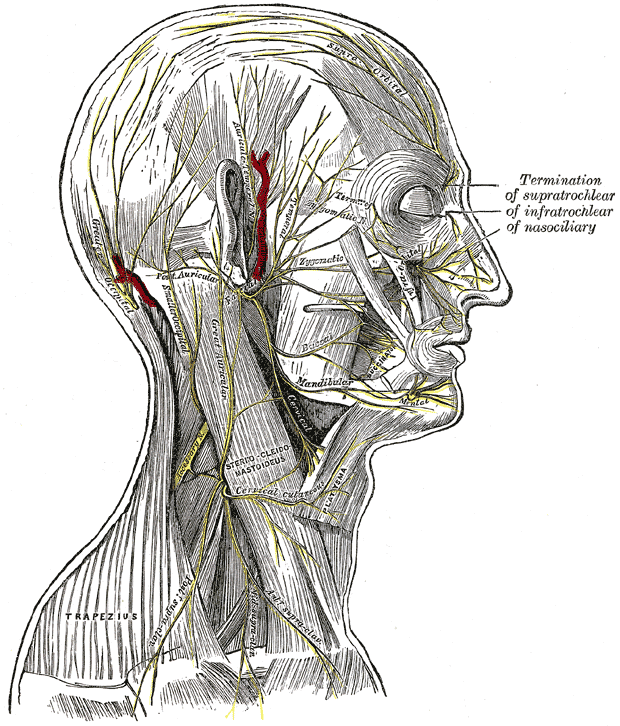
Nervios del cuero cabelludo, cara y región lateral de cuello
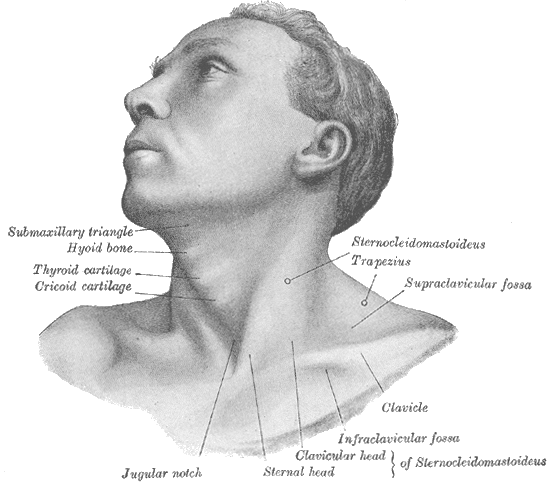
Vista anterolateral de la anatomía de superficie de cabeza y cuello
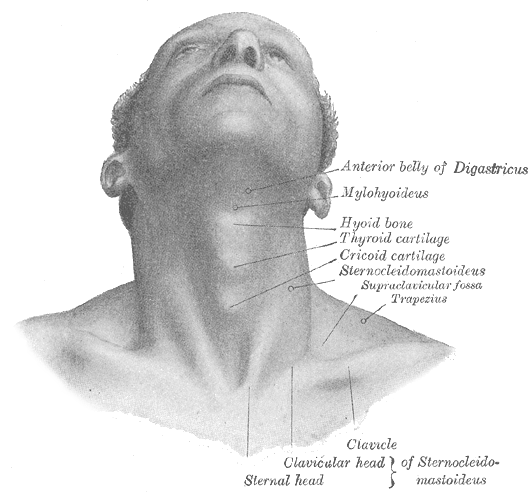
Vista frontal de la anatomía de superficie de cuello
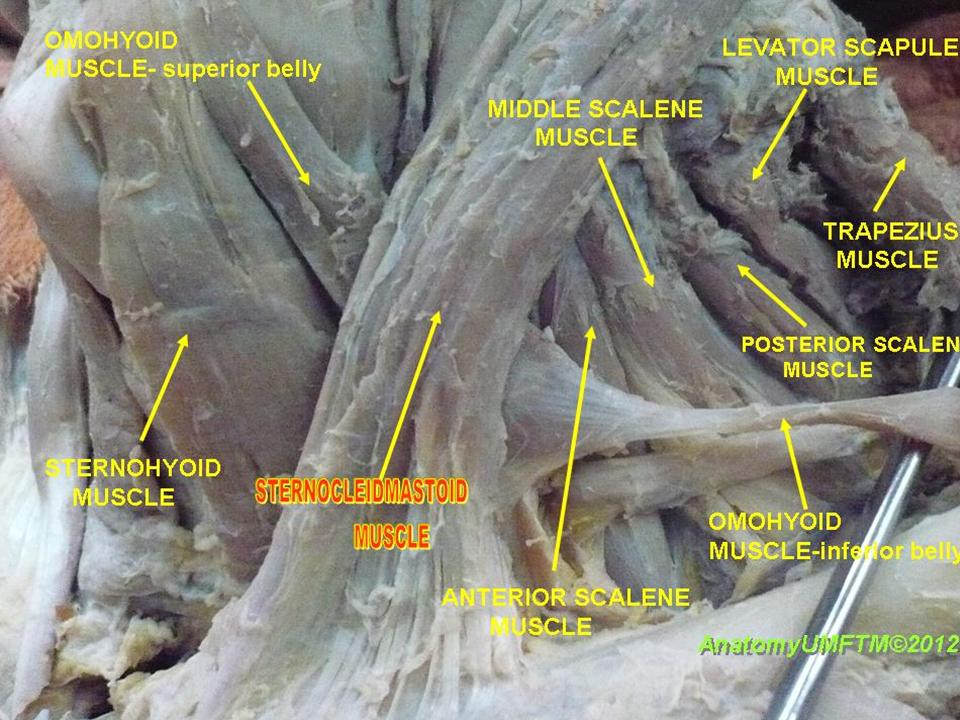
Músculo esternocleidomastoideo
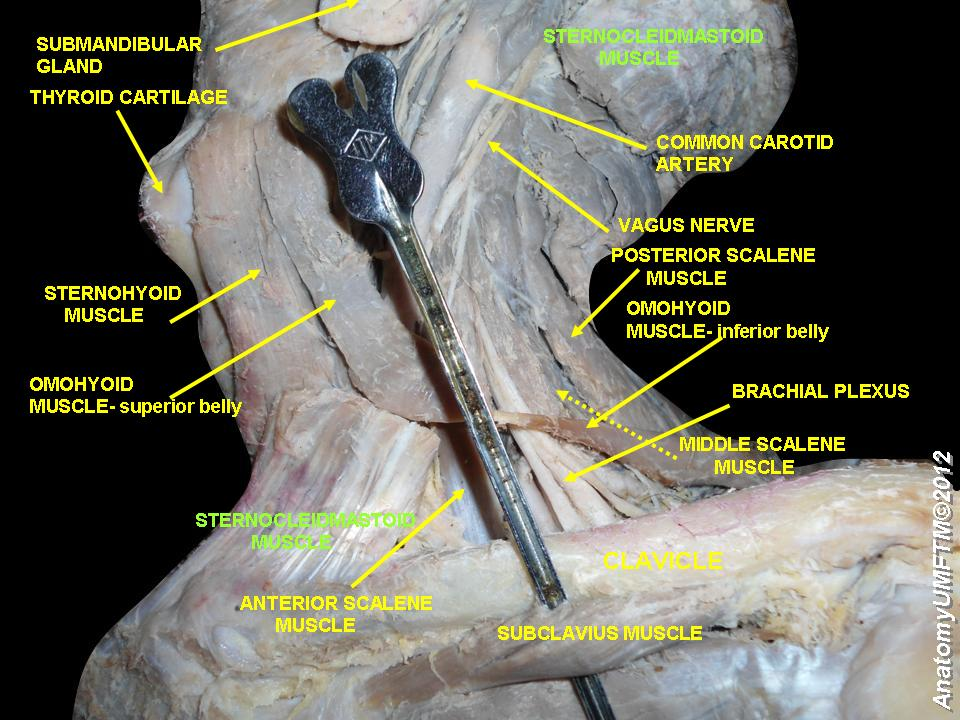
Vista de las regiones cervical anterior y lateral, después de haber seccionado el ECM
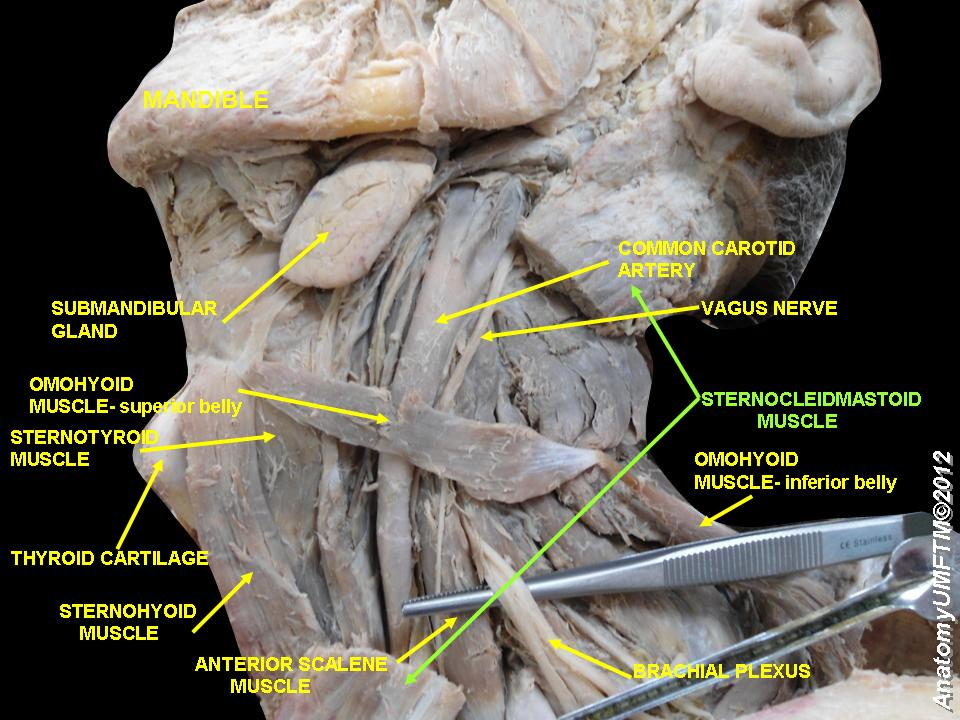
ECM
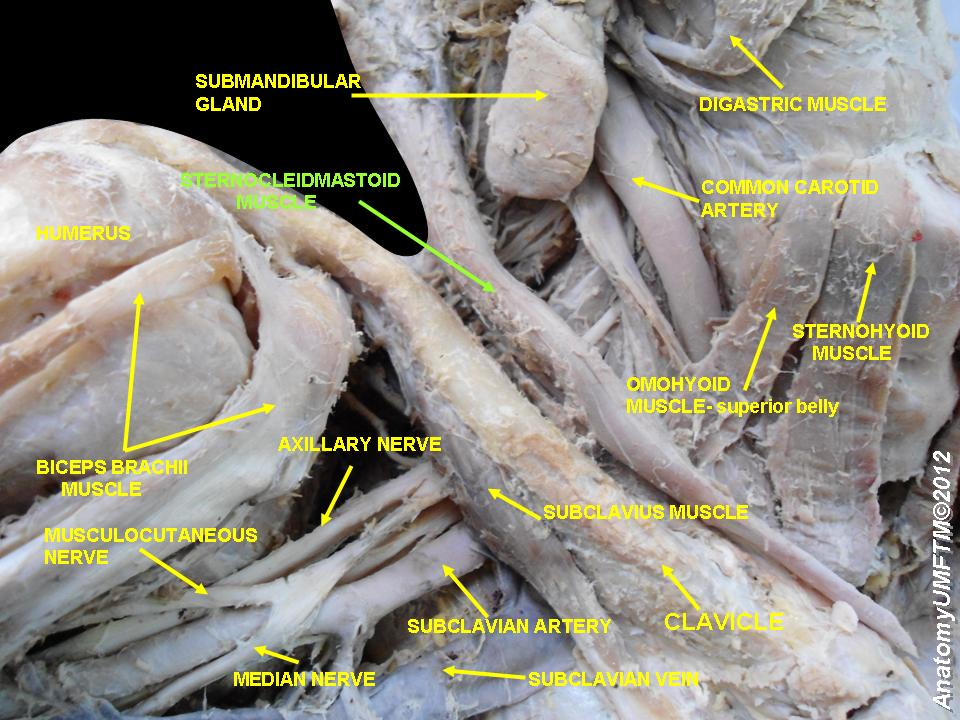
ECM - vista lateral derecha
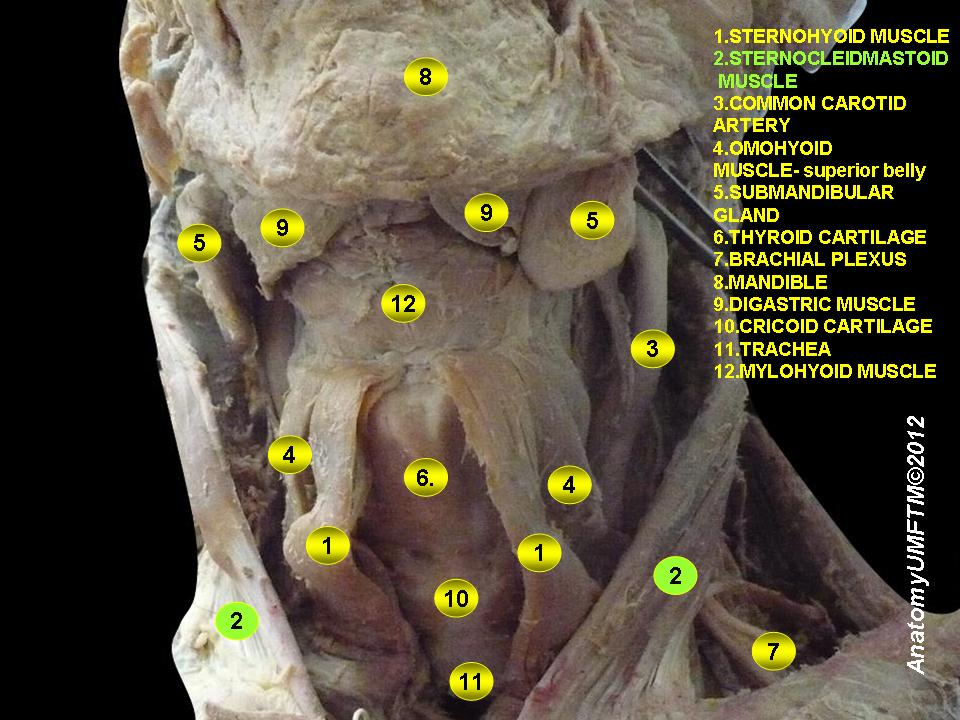
ECM